# Monday James
Monday James (*19. říjen 1986, Lagos) je nigerijský fotbalový obránce momentálně působící ve švédském klubu Hammarby IF.

## Klubová kariéra
James je odchovancem nigerijského klubu Bendel Insurance FC, kde působí až do roku 2005 i v A-týmu. Poté přestoupil do konkurenčního týmu Bayelsa United FC a v roce 2008 odešel na hostování do Hammarby IF. V létě 2009 podepsal s Hammarby čtyřletý kontrakt.

## Reprezentační kariéra
James byl členem národního týmu do 23 let, který na olympiádě v Pekingu 2008 získal stříbrné medaile. Na Mistrovství světa dvacetiletých v roce 2005 získal taktéž stříbrnou medaili.